# Chiton ceylanicus
Chiton ceylanicus är en blötdjursart som beskrevs av E.A. Smith 1904. Chiton ceylanicus ingår i släktet Chiton och familjen Chitonidae.
Artens utbredningsområde är Sri Lanka. Inga underarter finns listade i Catalogue of Life.